# Осмуссааре
О́смуссааре (ест. Osmussaare küla, швед. Odensholm) — село в Естонії, у волості Ляене-Ніґула повіту Ляенемаа.

## Географія
Село розташоване на острові Осмуссаар у Фінській затоці. Територія села займає весь острів. Відстань до порту Спітгамі складає приблизно 7 км.

## Населення
До Другої світової війни на острові Осмуссаар проживало 130 мешканців, що були евакуйовані в 1940 році. 
Чисельність населення в 1979 році становила 11 осіб, у 1989 році — 7 осіб.
До 1992 року на острові розміщувалися військові частини Радянської армії. З 2001 року знову почалося заселення острова.
Чисельність населення на 31 грудня 2011 року становила 6 осіб.

## Історія
Під час адміністративної реформи 1977 року село Осмуссааре офіційно було відновлено як окремий населений пункт.
З 1998 року для села затверджена друга офіційна назва шведською мовою — Odensholm.
До 21 жовтня 2017 року село входило до складу волості Ноароотсі.

## Історичні пам'ятки
- Каплиця (Osmussaare kabel)[5]
- Історичне кладовище (Osmussaare kalmistu)[5]

## Пам'ятки природи
- Ландшафтний заповідник Осмуссааре (Osmussaare maastikukaitseala)
- Кратер Неуґрунді (Neugrundi kraater)